# فصيلة فرعية (تصنيف)
الفُصَيْلَة أو الفُصَيِّلَة (الجمع: فُصَيْلاَت وفُصَيِّلاَت) أو الفصيلة المتفرعة أو الفرعية أو تحت العائلة[بحاجة لمصدر] (بالإنجليزية: subfamily)‏ هي مرتبة فرعية في تصنيف الأحياء تقع تحت مرتبة الفصيلة وفوق القبيلة.  في التسمية اللاتينية تسمى بالجمع المؤنث، وذلك بإضافة لاحقة oideae في النباتات والأشنيات والفطريات، ولاحقة inae في الحيوانات.